# Élections législatives tunisiennes de 2009
Les élections législatives tunisiennes de 2009, les douzièmes à se tenir en Tunisie, sont organisées le 25 octobre 2009. La campagne commence le 10 octobre et se termine le jour des élections, durant quinze jours comme le précise le Code électoral. Les élections ont lieu en même temps que l'élection présidentielle. Le parti qui a obtenu le plus grand nombre de sièges est le Rassemblement constitutionnel démocratique.

## Campagnes et candidats

### Rassemblement constitutionnel démocratique
Le Rassemblement constitutionnel démocratique obtient 161 sièges (84,59 %) contre 152 sièges en 2004 (87,59 %). Le gendre du président Zine el-Abidine Ben Ali, Mohamed Sakhr El Materi, obtient un siège à cette occasion.
Le parti présidentiel a présenté un programme en 24 points dans lequel il s'engage à renforcer la démocratie et à améliorer les conditions de travail de tous les Tunisiens.

## Dépôts de candidatures
Le dépôt des candidatures pour les élections législatives est fixé entre le 26 août et 24 septembre.

## Scrutin
Le scrutin a lieu à travers le pays le 25 octobre, entre 8 heures et 18 heures, après que les électeurs résidents à l'étranger aient voté du 17 au 24 octobre. Le ministre de l'Intérieur Rafik Belhaj Kacem annonce les résultats le 26 octobre.

### Résultats
| Parti politique                   | Parti politique                                  | Voix | %     | Sièges | +/-           |
| --------------------------------- | ------------------------------------------------ | ---- | ----- | ------ | ------------- |
|                                   | Rassemblement constitutionnel démocratique (RCD) |      | 84,59 | 161    | 9             |
|                                   | Mouvement des démocrates socialistes (MDS)       |      | 4,63  | 16     | 2             |
|                                   | Parti de l'unité populaire (PUP)                 |      | 3,39  | 12     | 1             |
|                                   | Union démocratique unioniste (UDU)               |      | 2,56  | 9      | 2             |
|                                   | Parti social-libéral (PSL)                       |      | 2,24  | 8      | 6             |
|                                   | Parti des verts pour le progrès (PVP)            |      | 1,67  | 6      | 6             |
|                                   | Mouvement Ettajdid                               |      | 0,50  | 2      | 1             |
|                                   | Ettakatol                                        |      | 0,12  | 0      | en stagnation |
|                                   | Parti démocrate progressiste                     |      | 0,03  | 0      | en stagnation |
|                                   |                                                  |      |       |        |               |
| Suffrages exprimés                |                                                  |      |       |        |               |
| Votes blancs et invalides         |                                                  |      |       |        |               |
| Total                             | Total                                            |      | 100   | 214    | en stagnation |
| Abstentions                       |                                                  |      |       |        |               |
| Nombre d'inscrits / participation |                                                  |      |       |        |               |